# Saint-Martin-des-Lais
Pour les articles homonymes, voir Saint-Martin.
Saint-Martin-des-Lais est une commune française située dans le département de l'Allier, en région Auvergne-Rhône-Alpes.

## Géographie

### Localisation
Saint-Martin-des-Lais est située au nord-est du département de l'Allier.
Ses communes limitrophes sont :
| Gannay-sur-Loire |                       | Cronat (Saône-et-Loire)          |
| Paray-le-Frésil  | Saint-Martin-des-Lais | Vitry-sur-Loire (Saône-et-Loire) |
|                  | Garnat-sur-Engièvre   | Lesme (Saône-et-Loire)           |

### Climat
Pour des articles plus généraux, voir Climat d'Auvergne-Rhône-Alpes et Climat de l'Allier.
En 2010, le climat de la commune est de type climat océanique dégradé des plaines du Centre et du Nord, selon une étude du CNRS s'appuyant sur une série de données couvrant la période 1971-2000. En 2020, Météo-France publie une typologie des climats de la France métropolitaine dans laquelle la commune est exposée à un climat océanique altéré et est dans la région climatique Centre et contreforts nord du Massif Central, caractérisée par un air sec en été et un bon ensoleillement.
Pour la période 1971-2000, la température annuelle moyenne est de 11 °C, avec une amplitude thermique annuelle de 16,4 °C. Le cumul annuel moyen de précipitations est de 768 mm, avec 12 jours de précipitations en janvier et 7,1 jours en juillet. Pour la période 1991-2020, la température moyenne annuelle observée sur la station météorologique de Météo-France la plus proche, « Vitry/loire », sur la commune de Vitry-sur-Loire à 4 km à vol d'oiseau, est de 11,5 °C et le cumul annuel moyen de précipitations est de 824,9 mm,. Pour l'avenir, les paramètres climatiques de la commune estimés pour 2050 selon différents scénarios d'émission de gaz à effet de serre sont consultables sur un site dédié publié par Météo-France en novembre 2022.

## Urbanisme

### Typologie
Au 1er janvier 2024, Saint-Martin-des-Lais est catégorisée commune rurale à habitat très dispersé, selon la nouvelle grille communale de densité à 7 niveaux définie par l'Insee en 2022.
Elle est située hors unité urbaine. Par ailleurs la commune fait partie de l'aire d'attraction de Bourbon-Lancy, dont elle est une commune de la couronne,. Cette aire, qui regroupe 12 communes, est catégorisée dans les aires de moins de 50 000 habitants,.

### Occupation des sols

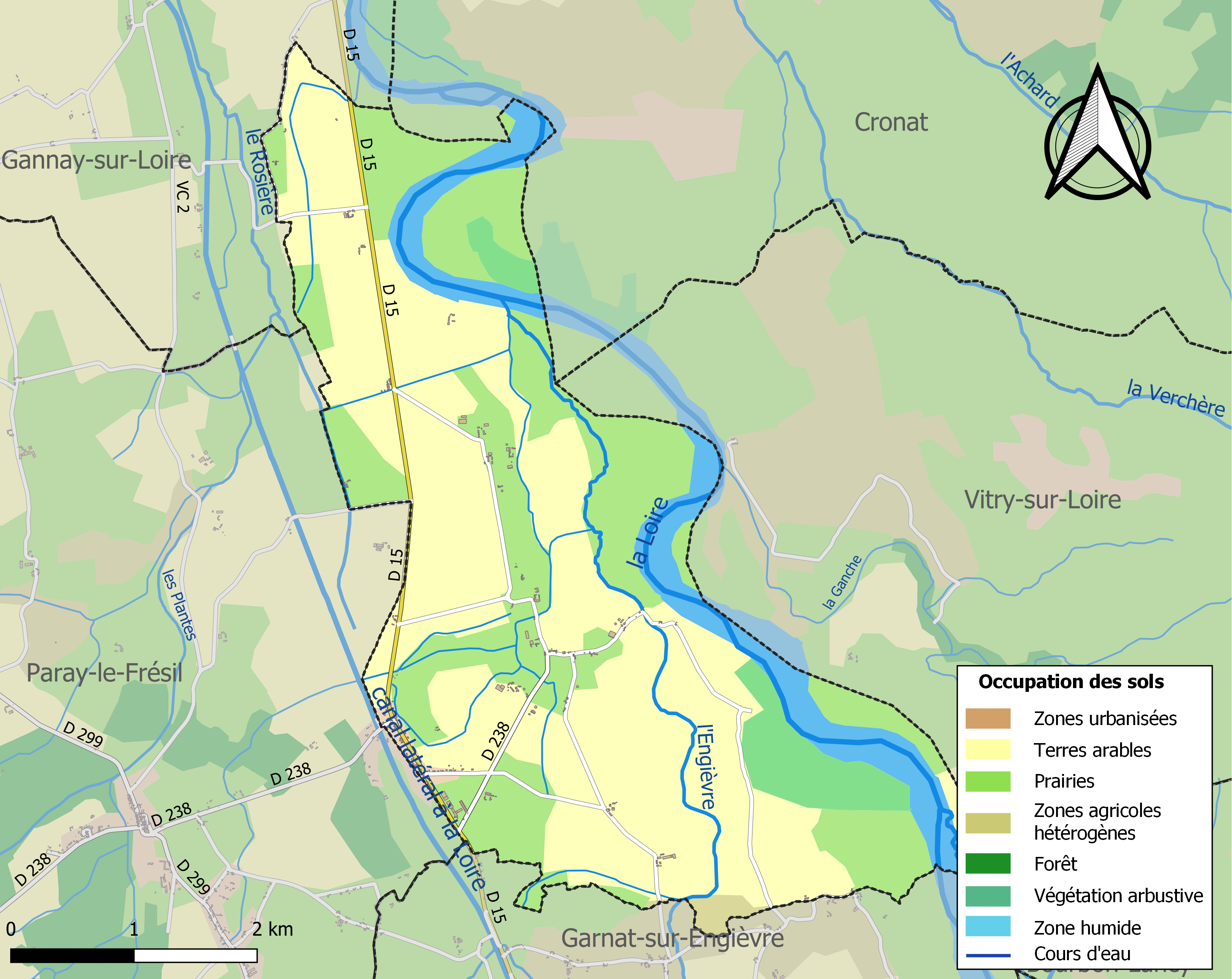
Carte des infrastructures et de l'occupation des sols de la commune en 2018 (CLC).

L'occupation des sols de la commune, telle qu'elle ressort de la base de données européenne d’occupation biophysique des sols Corine Land Cover (CLC), est marquée par l'importance des territoires agricoles (84,7 % en 2018), une proportion sensiblement équivalente à celle de 1990 (85,3 %). La répartition détaillée en 2018 est la suivante : terres arables (52,6 %), prairies (31,2 %), eaux continentales (9,6 %), milieux à végétation arbustive et/ou herbacée (4,9 %), zones agricoles hétérogènes (0,9 %), zones urbanisées (0,7 %).
L'IGN met par ailleurs à disposition un outil en ligne permettant de comparer l'évolution dans le temps de l'occupation des sols de la commune (ou de territoires à des échelles différentes). Plusieurs époques sont accessibles sous forme de cartes ou photos aériennes : la carte de Cassini (XVIIIe siècle), la carte d'état-major (1820-1866) et la période actuelle (1950 à aujourd'hui).

## Histoire
La commune porta, au cours de la période révolutionnaire de la Convention nationale (1792-1795), le nom de Les Lais-sur-Loire.

## Politique et administration

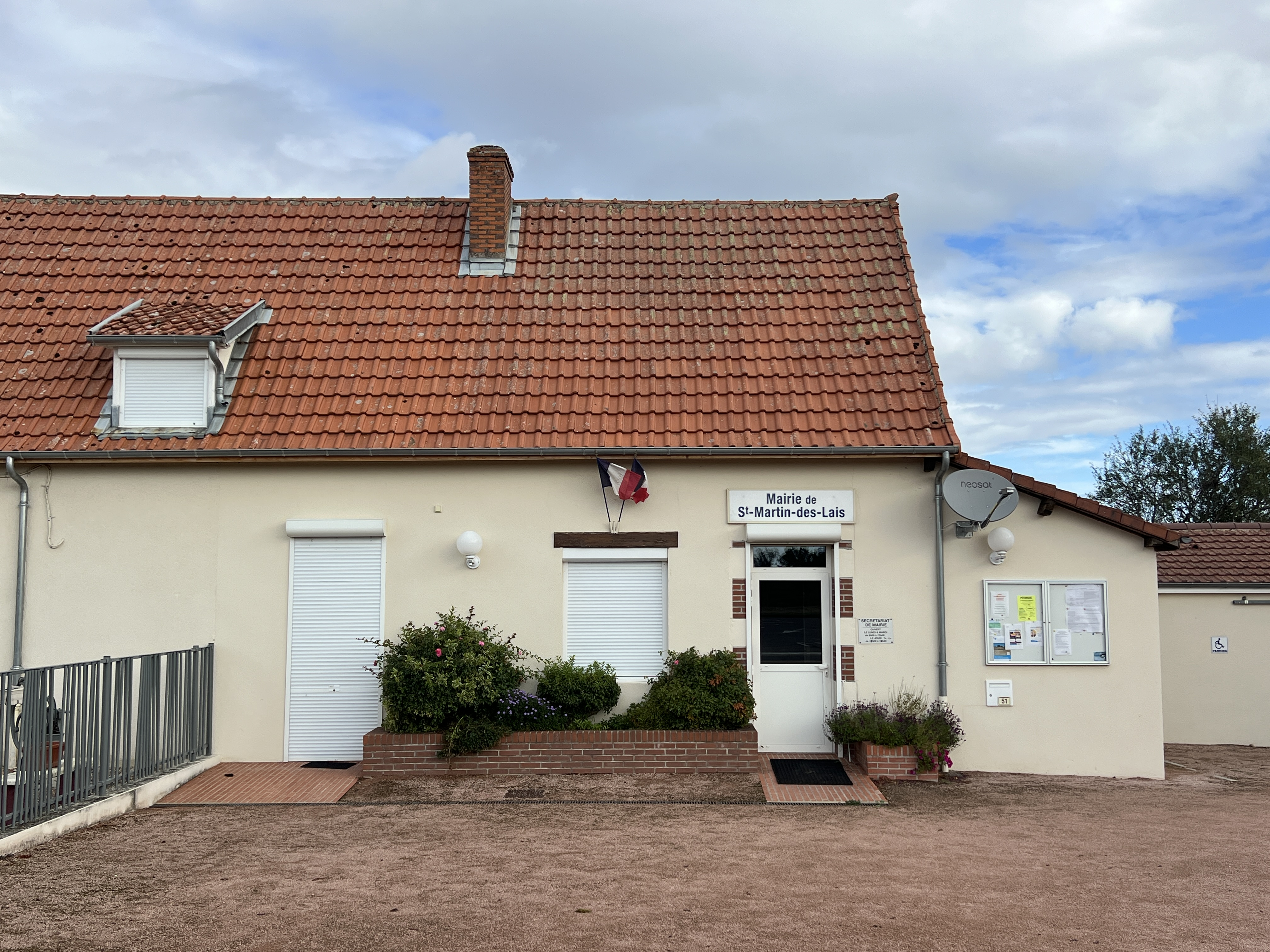
Mairie.

| Période                                  | Période     | Identité                                 | Étiquette | Qualité                           |
| ---------------------------------------- | ----------- | ---------------------------------------- | --------- | --------------------------------- |
| Les données manquantes sont à compléter. |             |                                          |           |                                   |
|                                          | 9 août 1838 | Pierre Louis de Courthille de Saint-Avit |           | Propriétaire-cultivateur          |
| mars 2001                                | avril 2014  | Louis Bardet                             |           |                                   |
| avril 2014                               | mai 2020    | Alain Vendange                           |           | Retraité salarié du secteur privé |
| mai 2020                                 | En cours    | Jean-Marc Brunot                         |           | Manager                           |

## Population et société

### Démographie
L'évolution du nombre d'habitants est connue à travers les recensements de la population effectués dans la commune depuis 1793. Pour les communes de moins de 10 000 habitants, une enquête de recensement portant sur toute la population est réalisée tous les cinq ans, les populations de référence des années intermédiaires étant quant à elles estimées par interpolation ou extrapolation. Pour la commune, le premier recensement exhaustif entrant dans le cadre du nouveau dispositif a été réalisé en 2004.

En 2022, la commune comptait 125 habitants, en évolution de +0,81 % par rapport à 2016 (Allier : −1,38 %, France hors Mayotte : +2,11 %).
| 1793 | 1800 | 1806 | 1821 | 1831 | 1836 | 1841 | 1846 | 1851 |
| ---- | ---- | ---- | ---- | ---- | ---- | ---- | ---- | ---- |
| 251  | 226  | 316  | 337  | 316  | 340  | 313  | 326  | 313  |

| 1856 | 1861 | 1866 | 1872 | 1876 | 1881 | 1886 | 1891 | 1896 |
| ---- | ---- | ---- | ---- | ---- | ---- | ---- | ---- | ---- |
| 309  | 304  | 296  | 301  | 322  | 310  | 336  | 356  | 367  |

| 1901 | 1906 | 1911 | 1921 | 1926 | 1931 | 1936 | 1946 | 1954 |
| ---- | ---- | ---- | ---- | ---- | ---- | ---- | ---- | ---- |
| 355  | 357  | 339  | 272  | 283  | 280  | 267  | 263  | 230  |

| 1962 | 1968 | 1975 | 1982 | 1990 | 1999 | 2004 | 2006 | 2009 |
| ---- | ---- | ---- | ---- | ---- | ---- | ---- | ---- | ---- |
| 229  | 226  | 222  | 189  | 174  | 142  | 142  | 141  | 141  |

| 2014 | 2019 | 2022 | - | - | - | - | - | - |
| ---- | ---- | ---- | - | - | - | - | - | - |
| 131  | 124  | 125  | - | - | - | - | - | - |

## Culture locale et patrimoine

### Lieux et monuments
- Église Saint-Martin de Saint-Martin-des-Lais du XVIIe siècle avec caquetoire.

### Héraldique
| Blason de Saint-Martin-des-Lais | Blason  | Tiercé en pairle renversé : au 1er de gueules à une épée basse d'argent posée en barre supportant un manteau d'or, au 2e de sinople à une gerbe de blé d'or liée de gueules, au 3e d'argent à trois fasces ondées d'azur et à une ancre renversée de sable brochante. |
| Blason de Saint-Martin-des-Lais | Détails | Le statut officiel du blason reste à déterminer. |